# Krummes Meer, Aschendorfer Obermoor
Krummes Meer, Aschendorfer Obermoor este o arie protejată (arie specială de conservare — SAC, sit de importanță comunitară — SCI) din Germania întinsă pe o suprafață de 784 ha, integral pe uscat.

## Localizare
Centrul sitului Krummes Meer, Aschendorfer Obermoor este situat la coordonatele 53°01′26″N 7°26′22″E / 53.0239°N 7.4394°E.

## Înființare
Situl Krummes Meer, Aschendorfer Obermoor a fost declarat sit de importanță comunitară în octombrie 1998 pentru a proteja 1 specie de animale. Situl a fost protejat și ca arie specială de conservare în decembrie 2007.

## Biodiversitate
Situată în ecoregiunea atlantică, aria protejată conține 6 habitate naturale: Lacuri și iazuri distrofice naturale, Turbării active, Mlaștini oligotrofe degradate, capabile încă de regenerare naturală, Mlaștini turboase de tranziție și turbării mișcătoare, Depresiuni pe substraturi de turbă de Rhynchosporion, Mlaștini împădurite.
La baza desemnării sitului se află o specie protejată de  nevertebrate: libelule (Leucorrhinia pectoralis).